# Brun Pain
Brun Pain is een wijk in de Franse stad Tourcoing in het Noorderdepartement. De wijk ligt in het westen van de stad en is met zijn hoogte van 50 meter het hoogste punt van de stad.

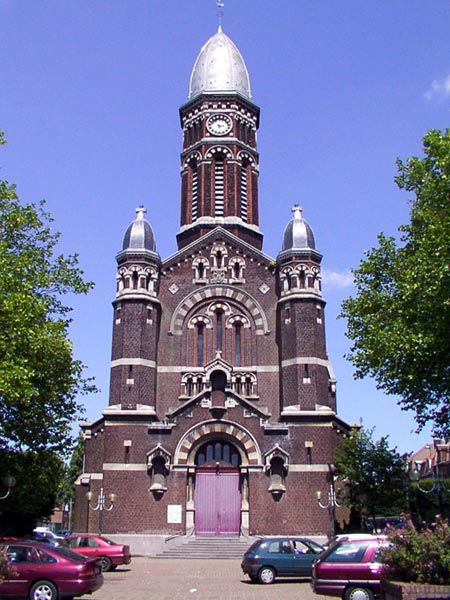
Église Saint-Anne

## Geschiedenis
De naam van de plaats verwijst naar een gelijknamige voormalige herberg, die reeds in 1525 werd vermeld.
Op kaarten uit de eerste helft van de 19de eeuw is de plaats aangeduid als een nog landelijk gehucht, Brunpain, ten noordwesten van het stadscentrum, langs de weg naar Roncq. In de loop van de 19de en 20ste eeuw werd de plaats opgeslorpt door de groeiende verstedelijking.

## Bezienswaardigheden
- de Église Saint-Anne

Belencontre · Blanche Porte · Blanc Seau · Bourgogne · Brun Pain · Clinquet · Croix Rouge · Egalité · Épidème · Fin de la Guerre · Flocon · Francs · Gambetta · Malcense · Marlière · Orions · Phalempins · Pont de Neuville · Pont Rompu · Virolois

Lijst van Franse gemeenten · Arrondissement Rijsel · Noorderdepartement · Hauts-de-France